# Casa de Gobierno de Azerbaiyán
La Casa de Gobierno de Azerbaiyán (en azeri: Hökümət evi) - es el edificio del Gobierno de la República de Azerbaiyán, que se encuentra en Bakú. Está situada en la Avenida de los Petroleros (Neftçilər prospekti), frente a Bulevar de Bakú. La función actual de la Casa del Gobierno es unir la mayoría de los Ministerios en un edificio. Aquí están el Ministerio de Ecología y Recursos naturales, el Comité Nacional de Geología y Recursos minerales, el Ministerio de agricultura, el Comité Estatal de hidrometeorología, el Comité Estatal de los recursos materiales, etc.

## Construcción
En los años 30 del siglo XX se realizó un concurso para eligir el proyecto del edificio. En 1945 se comenzó la construcción, que duró más de 15 años. El aqruitecto del proyecto de la casa de gobierno fue Lev Rudnev copatrocinado por V.Munts.  
La construcción del edificio del Gobierno de Azerbaiyán fue terminado en 1952.  El edificio fue proyectado para 5.500 empleados. Por el proyecto el edificio debía ser de 13 pisos, pero durante la construcción los últimos 3 pisos no se acabaron de construir. 
En 1955 en el edificio fue establecido el monumento de Lenin, cuyo escultor fue Jalal Garyaghdi. En 1991, después de la recuperación de la independencia de la República de Azerbaiyán, el monumento fue reemplazado por la bandera nacional. 
De 2006 a 2010 el edificio fue restaurado por el orden del Gobierno de Azerbaiyán. Para la reconstrucción y el enriquecimiento del parque que rodea el edificio se destinaron $ 40,8 millones de manates azerbaiyanos . Actualmente en el edificio funcionan unos Ministerios y organizaciones gubernamentales y no gubernamentales.

## Galería
|  |  |
|  |  |

## Marcas

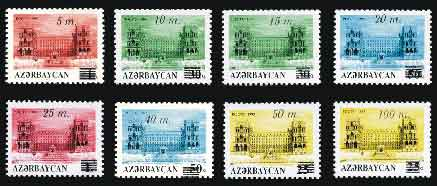
Estampillas de Azerbaiyán

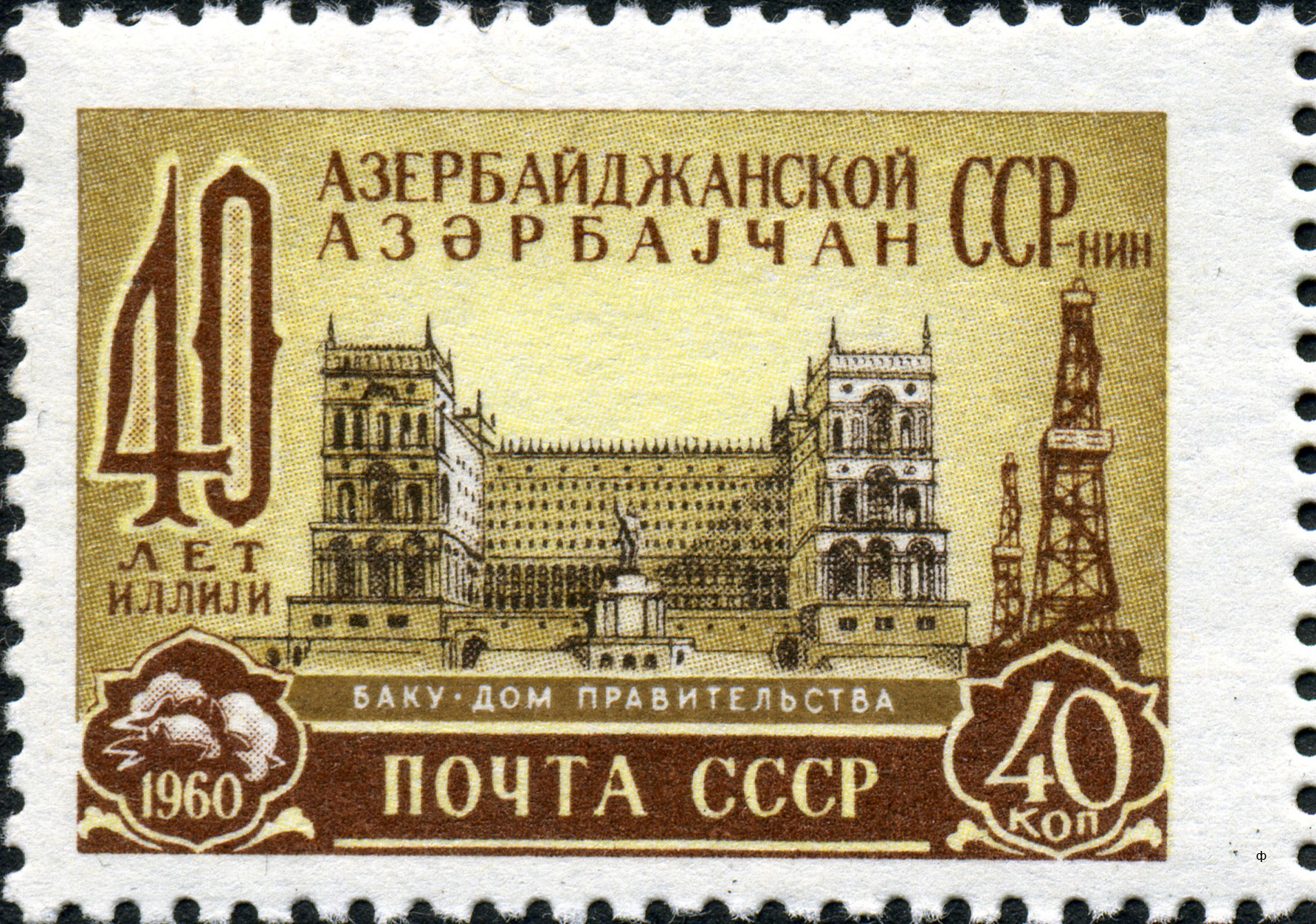
1960
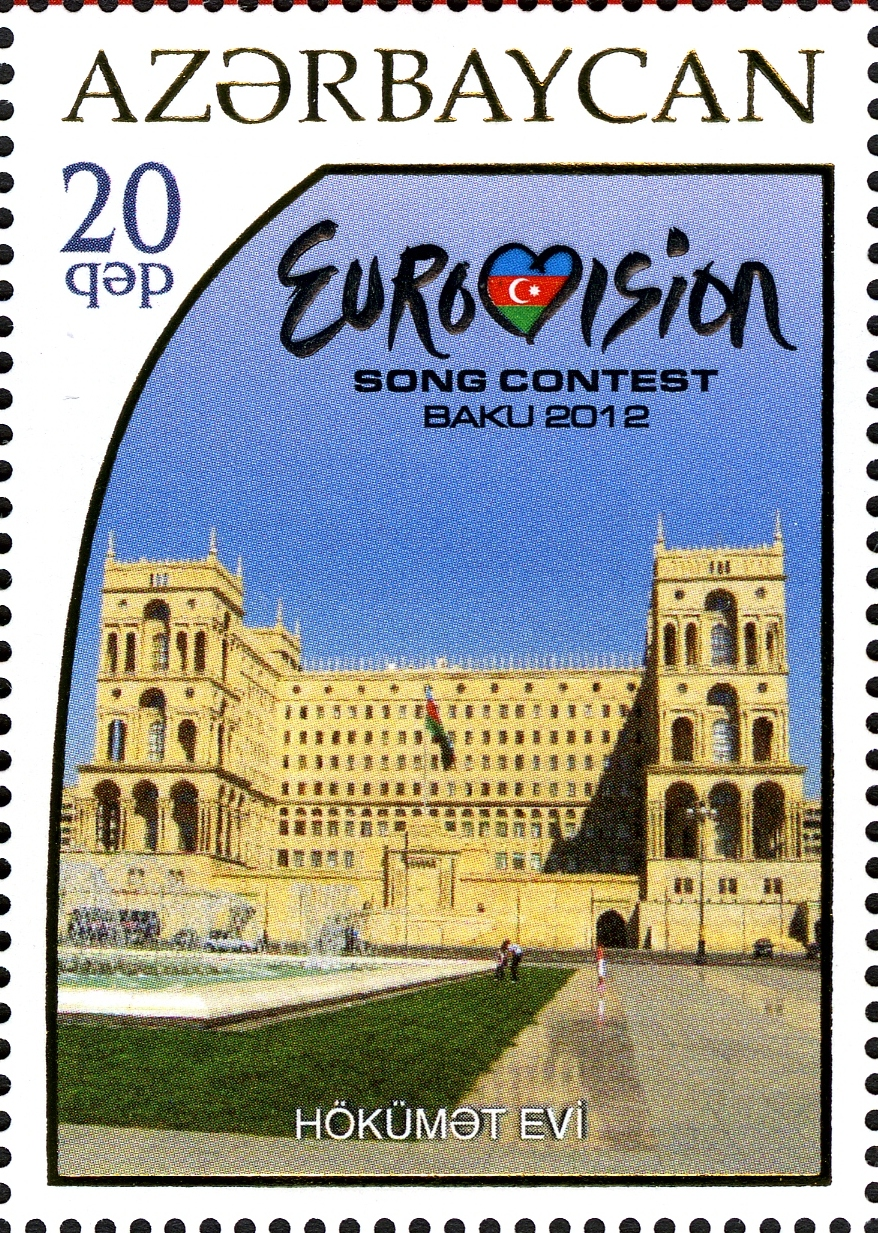
2012